# Baohua, Yunnan
Baohua (kinesiska: 宝华, 宝华乡) är en socken i Kina. Den ligger i provinsen Yunnan, i den sydvästra delen av landet, omkring 200 kilometer söder om provinshuvudstaden Kunming. Antalet invånare är 21 891. Befolkningen består av 10 572 kvinnor och 11 319 män. Barn under 15 år utgör 29,0 %, vuxna 15-64 år 63 %, och äldre över 65 år 7,0 %.
Genomsnittlig årsnederbörd är 1 348 millimeter. Den regnigaste månaden är juli, med i genomsnitt 291 mm nederbörd, och den torraste är februari, med 17 mm nederbörd.